# Адренохром
Адренохро́м (3-гидрокси-1-метил-2,3-дигидро-1H-индол-5,6-дион) кристаллы пурпурного цвета (Коэффициент экстинкции EmM = 4.02 при 480 нм) — один из метаболитов (продукт окисления) адреналина. Относится к группе дислептиков по классификации Делея (Delay).

## Адренохромная гипотеза патогенеза шизофрении
В 1952 году Джон Смитис и Гемфри Осмонд, основываясь на сходстве галлюцинаций, вызванных мескалином, с шизофреническими галлюцинациями, выдвинули гипотезу, что шизофрения может вызываться эндогенным галлюциногеном, названным ими М-фактором (мескалиноподобным фактором). Они также обратили внимание, что в некоторых случаях у пациентов, которым вводили адреналин, окрашенный продуктами окисления в розоватый цвет, возникали состояния, близкие к состояниям, индуцированным мескалином. Исходя из этих наблюдений и идентифицировав продукт окисления как адренохром, они сформулировали гипотезу патогенеза шизофрении как следствия аномального метаболизма адреналина с образованием адренохрома.
Также была высказана гипотеза, что эндогенный адренохром может участвовать в патогенезе шизофрении, однако причиной патологического состояния может являться не избыточный синтез адренохрома в организме, а генетически обусловленная недостаточность фермента глутатион-S-трансферазы, участвующего в метаболизме адренохрома.
Исходя из этой гипотезы, Осмонд и Хоффер предложили лечить шизофрению очень большими дозами витамина C и витамина B₃, приводящими к уменьшению адренохрома в головном мозге.
В настоящее время адренохромная гипотеза научно не признана. Фармаколог Александр Шульгин в книге PiHKAL писал, что адренохром не имеет никаких психоделических свойств. В начале 2000-х интерес к нему возобновился благодаря открытию того, что адренохром обычно вырабатывается как промежуточное звено в образовании нейромеланина.

## Биосинтез и метаболизм
Адренохром синтезируется в лабораториях и продаётся в аптеках, а также вырабатывается в надпочечниках, шишковидной железе головного мозга, является одним из продуктов  окисления адреналина свободными радикалами (хиноидное окисление) при окислительном стрессе. О-Хиноновый фрагмент адренохрома может восстанавливаться с образованием адренолютина.

## Адренохром в массовой культуре
- Энтони Бёрджесс в книге «Заводной апельсин» описывает наркотический напиток, который продавался в «Korova milk bar» — молоко с добавленным в него «дренокромом» (искажённое от «адренохром»).
- В книге Хантера Томпсона «Страх и отвращение в Лас-Вегасе» и экранизации этого произведения адренохром представлен как один из самых сильных наркотиков, по сравнению с которым «мескалин — имбирное пиво». На самом деле это художественное преувеличение.
- На сингле 1982 года группы The Sisters of Mercy «Body Electric» присутствует песня под названием Adrenochrome, также она присутствует на другой пластинке группы и на сборнике синглов.[8]
- «Адренохром» — независимый фильм 2017 года режиссёра Тревора Симмса, главные роли в котором исполнили Том Сайзмор и Ларри Бишоп.[9][10]
- Адренохром также фигурирует в конспирологических теориях, таких как QAnon и Пиццагейт.[11]
- Во 2-й серии 1-го сезона сериале «Льюис» упоминается наркотик адренохром.
- Во второй серии 24-го сезона мультсериала «Южный Парк» сторонники отказа от вакцинации упоминают адренохром как средство, которое добывают из детей «Голливудские элиты».
- «Адренохром» — название 9 трека в альбоме «Bootleg 187» российского хип-хоп исполнителя MURDA KILLA[12].
- «Адренохром» — название сингла российского хип-хоп исполнителя ATL[13].
- «Адренохром» — название трека на альбоме Найка Борзова «Потерянный среди звёзд. Акт I», вышедшем в 2022 году[14].
- Упоминается в треке группы «Макулатура» — «Дьявол».
- Упоминается в треке Oxxxymiron — «Нон-фикшн»[15].
- «Адренохром» — название трека в альбоме «Вовк» группы «Структура Щастя»[16].
- «Адренохром» - название сингла российских исполнителей GSPD & N.MASTEROFF[17]
- «Адренохром» - название сингла российского хип-хоп исполнителя ALLME & CODE80[18] [19]